# Kovy

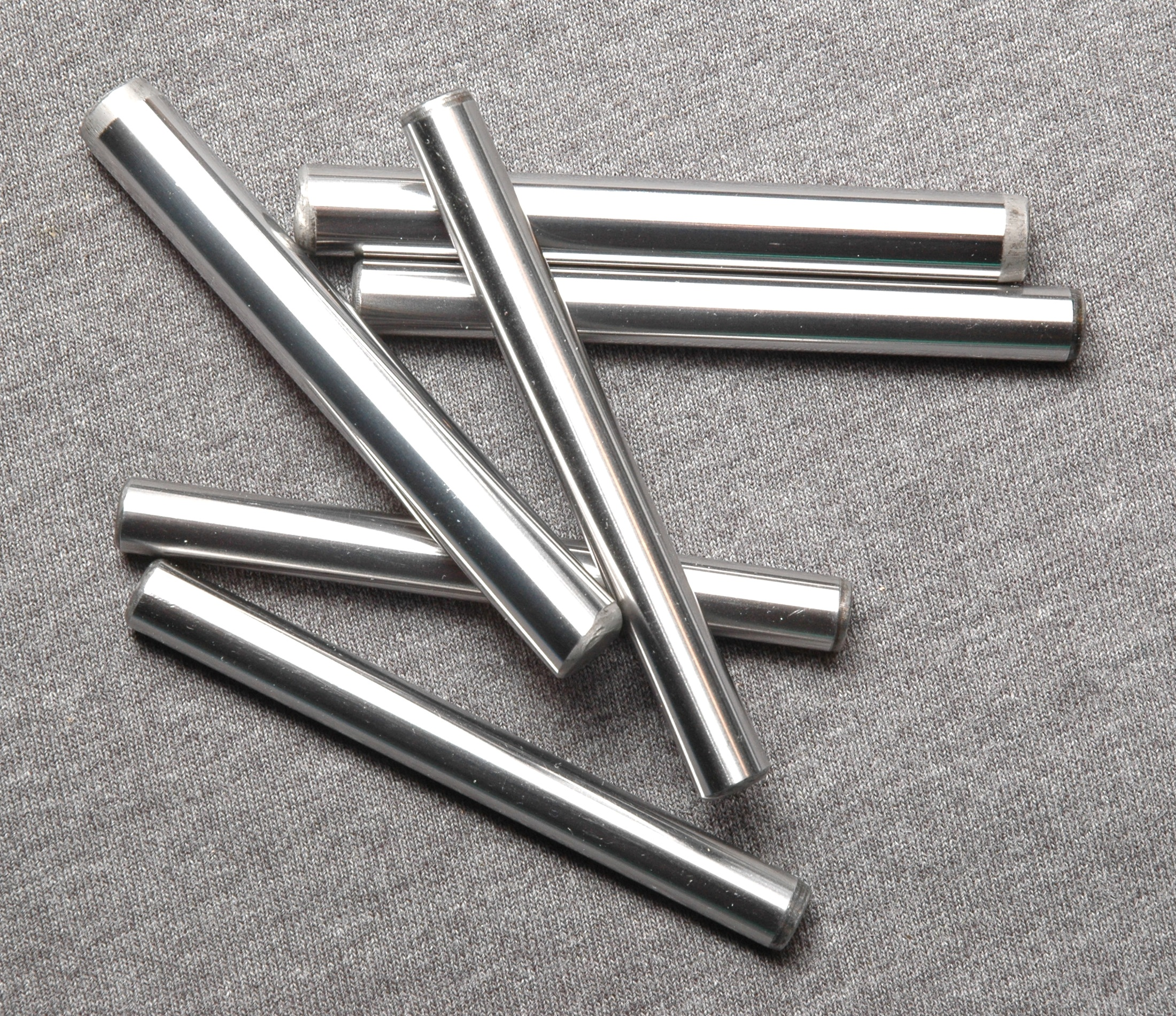
Ocelové osičky

Kovy tvoří společně s polokovy a nekovy tři hlavní skupiny chemických prvků. Rozdělení je prováděno s ohledem na vazebné a ionizační vlastnosti prvků. Kovy jsou charakterizované jako elektropozitivní, mají snahu předávat valenční elektrony a tvořit jednoatomové kationty.
Kovy jsou hojně průmyslově využívány pro svoje ojedinělé fyzikální vlastnosti a pro snadnou zpracovatelnost. První zpracování kovů bylo uskutečněno asi 7 tisíc let před naším letopočtem na území dnešního Turecka.
V průmyslu se označení kovy také obecně používá pro kovové materiály – slitiny kovů nebo kovů s nekovy.
V astronomii jsou za kovy označovány všechny prvky mimo vodík a helium. Zastoupení kovů charakterizuje metalicita.
V alchymii bylo za kovy uznávány: měď, olovo, zlato, stříbro, železo, cín a rtuť (dle hermetických principů přiřazeno tehdy známým planetám, vč. Slunce a Měsíce), přestože byly známy také zinek, platina, arsen, antimon nebo bismut.

## Skupiny kovů v periodické tabulce
- Alkalické kovy: Li, Na, K, Rb, Cs, Fr
- Kovy alkalických zemin: Be, Mg, Ca, Sr, Ba, Ra
- Přechodné kovy:
  - Sc, Ti, V, Cr, Mn, Fe, Co, Ni, Cu, Zn;
  - Y, Zr, Nb, Mo, Tc, Ru, Rh, Pd, Ag, Cd;
  - Hf, Ta, W, Re, Os, Ir, Pt, Au, Hg;
  - Rf, Db, Sg, Bh, Hs, Cn
- Nepřechodné kovy: Al, Ga, In, Sn, Tl, Pb, Bi, Po, Fl
- Ušlechtilé kovy: Cu, Ag, Au, Hg, Ru, Rh, Pd, Re, Os, Ir, Pt
- Kovy skupiny železa: Fe, Co, Ni
- Platinové kovy: lehké: Ru, Rh, Pd; těžké: Os, Ir, Pt
- Lanthanoidy: La, Ce, Pr, Nd, Pm, Sm, Eu, Gd, Tb, Dy, Ho, Er, Tm, Yb, Lu
- Aktinoidy: Ac, Th, Pa, U, Np, Pu, Am, Cm, Bk, Cf, Es, Fm, Md, No, Lr

## Výskyt
Většina kovů se v přírodě vyskytuje v podobě oxidů, některé – zejména těžší kovy, jako rtuť a olovo – se vyskytují jako sulfidy. Jenom některé – zejména vzácné kovy a tzv. mincovní kovy – se vyskytují v ryzím kovovém stavu, neboť patří mezi chemicky nejstabilnější. Právě pro nízkou chemickou reaktivitu se používají v mincovnictví a klenotnictví, neboť nekorodují. Určité kovy se v přírodě nevyskytují vůbec, protože jsou radioaktivní a zmizely díky radioaktivnímu rozpadu.
Technecium a všechny prvky s atomovým číslem vyšším než plutonium vznikají v jaderných reaktorech nebo urychlovačích, zatímco promethium se vyskytuje jen ve stopových množstvích jako produkt spontánního štěpení uranu. Nejtěžší prvky byly získány pouze v množství několika atomů a jsou velmi silně radioaktivní.

## Vlastnosti
- Vysoká elektrická a tepelná vodivost. S rostoucí teplotou se elektrická vodivost snižuje, resp. zvyšuje elektrický odpor (na rozdíl od polovodičů) – viz kovová vazba.
- jsou kujné a lesklé
- obvykle mají vysokou teplotu tání a varu
- jejich oxidy mají většinou zásaditý charakter

Toxické kovy jsou kovy (antropogenního nebo přirozeného původu, avšak ve vyšší koncentraci než je optimální) mající toxické účinky. Mezi toxické kovy jsou řazeny např.: kadmium, rtuť, olovo. Významnou skupinou toxických kovů jsou těžké kovy.
Mezi kovy patří všechny chemické prvky kromě: H, He, B, C, N, O, F, Ne, Si, P, S, Cl, Ar, Ge, As, Se, Br, Kr, Sb, Te, I, Xe, At a Rn.
stejnorodé směsi obsahující více než 1 kov se nazývají slitiny. Typickými slitinami, známými z běžného života, jsou např.:
- amalgámy
- alpaka
- bronz
- dělovina
- zvonovina
- dural
- mosaz
- ocel
- bílé zlato
- liteřina
- ložiskový kov

## Výroba
Je založena na redukci jejich oxidů (při redukci dochází ke snížení ox. čísla). Dobrým redukčním činidlem je uhlík, kterým lze redukovat většinu kovů kromě těch, které se s ním slučují za vzniku karbidů. Z dalších rud lze použít uhličitany nebo sulfidy, popř. halogenidy. Mnohé kovy se připravují elektrolýzou taveniny halogenidů, hydroxidů nebo oxidů.
Slitiny se připravují smíšením dvou nebo několika roztavených kovů, které vytvoří homogenní kapalnou směs. Ta dodatečným snížením teploty ztuhne. Kombinací různých kovů se vytváří slitiny s různými vlastnostmi jako například: tvrdost, pevnost, nízká hustota...
Metoda použitá při výrobě může být:
Redukce chemická
1. redukce oxidů uhlíkem
2. redukce vodíkem (Mo, W)
3. redukce Al – aluminotermie (Cr, Mn, Co)

Redukce elektrochemická
1. redukce Mg (Ti, Si)
2. elektrolýza (Na, K)
3. elektrolýza s přísadou tavidla Al
4. vytěsnění méně ušlechtilým kovem (Fe + CuSO4 → FeSO4 + Cu)

Tepelný rozklad
1. tepelný rozklad solí za vzniku oxidů